# Bipindi
Bipindi est une commune du Cameroun située dans la région du Sud et le département de l'Océan.

## Géographie
Le village de Bipindi est situé sur la route provinciale P8 (axe Kribi-Lolodorf) à 67 km à l'est du chef-lieu départemental Kribi. Il est à proximité des confluents de la Tchangué et de la Moungué rejoignant la Lokoundjé.

## Histoire
À la fin du XIXe siècle, le botaniste allemand Georg August Zenker s'installe à Bipindi à partir de février 1896, il crée des plantations d'hévéas et des cacaoyères et construit à proximité du village le Palais de Zenker. 

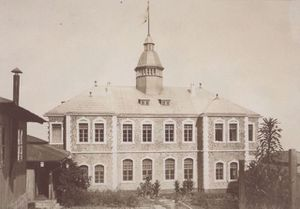
Palais Zenker

L'arrondissement de Bipindi est créé en 1992 par démembrement de Lolodorf, la commune est instaurée en 1995.

## Population
Lors du recensement de 2005, la commune comptait 14 118 habitants, dont 861 pour Bipindi proprement dit.

## Chefferies traditionnelles
L'arrondissement de Bipindi compte quatre chefferies traditionnelles de 2e degré :
- 821 : Groupement Evouzok
- 822 : Groupement Bassa
- 823 : Groupement Ngoumba-Sud
- 824 : Groupement Ngoumba-Fang

## Organisation
Outre Bipindi proprement dit, la commune comprend les villages suivants :
- Atog-Boga
- Bidjouka
- Bifoum
- Bongouana
- Ebimimbang
- Grand-Zambi
- Kouambo
- Kpwa Nkoutou
- Lambi
- Madoungou
- Melen
- Melombo
- Melondo
- Memel I
- Memel II
- Mimbamela
- Mimfombo
- Moungue
- Mvondo
- Ndtoua
- Nsola
- Nyaminkom
- Petit-Zambi
- Song Mahi
- Tyango

Marché à Bipindi, 1997
Élèves de l'internat Bagyéli, enseignant selon les principes ORA (Observer, Réfléchir, Agir) du Foyer Notre Dame de la Forêt, Bipindi, 1997
Cuisine du pensionnat Notre Dame de la Forêt, Bipindi, 1997
Angèle, propriétaire de la Cafétéria Chez Angèle. Menu. Service rapide et soigné", Bipindi, 1997
La salle à manger du pensionnat Notre Dame de la Forêt, Bipindi, 1997
Des enfants Bagyeli près de la fenêtre de leur classe. Notre Dame de la Forêt, Bipindi, 1997

## Cultes
La paroisse catholique Saint Jean-Baptiste de Bipindi relève de la zone pastorale Océan Centre du diocèse de Kribi.

## Personnalités
- Georg August Zenker (1855-1922), explorateur et botaniste allemand

#### Botanique
De nombreuses espèces végétales doivent leur épithète spécifique à Bipindi :
- Afzelia bipindensis
- Baccaurea bipindensis
- Baphia bipindensis
- Chassalia bipindensis
- Cleistanthus bipindensis
- Clerodendrum bipindense
- Cola bipindensis
- Combretum bipindense
- Cyclostemon bipindensis
- Dialium bipindense
- Diospyros bipindensis
- Drypetes bipindensis
- Elachyptera bipindensis
- Impatiens bipindensis
- Maba bipindensis
- Maesobotrya bipindensis
- Millettia bipindensis
- Rinorea bipindensis
- Soyauxia bipindensis
- Tarenna bipindensis
- Uvaria bipindensis
- Vitex bipindensis
- Zenkerodendron bipidensis